# 平坂製薬
平坂製薬株式会社（ひらさかせいやく、Hirasaka Medicine Manufacturing Co.,Ltd.）は、日本の製薬会社。
本社は長崎県西彼杵郡時津町第八工区に所在し、鎮痛解熱薬「ヘデクパウダー」「ヘデクカプセル」鎮咳去痰薬「コーフパウダー」鼻炎薬「平坂の鼻炎薬D」などで知られる。

## 沿革
- 1915年（大正4年）- 創業者の平坂茂市が、アスピリンの入った鎮痛解熱薬「ヘデクパウダー」を考案する。厚生省（現・厚生労働省）の認可を得て製造・販売を始める。頭痛の英訳「HEADACHE」から名付けられた。
- 1928年（昭和3年）- 鎮咳去痰薬「コーフパウダー」販売開始。咳の英訳「COUGH」から名付けられた。
- 1947年（昭和22年）- 社名を平坂製薬株式会社とする。
- 2003年（平成15年）- 会社ホームページを開設する。
- 2005年（平成17年）- 鼻炎薬「平坂の鼻炎薬D」販売開始。
- 2009年（平成21年）- 鎮痛解熱薬「ヘデクパウダー」をカプセルに詰めた「ヘデクカプセル」販売開始。
- 2010年（平成22年）- 携帯用サイトを開設する。
- 2014年（平成26年）
  - 3月 - 長崎県西彼杵郡時津町第八工区に本社・工場新社屋が完成
  - 5月 -  本社・工場を新社屋へ移転

## 商品

### 一般用医薬品
- ヘデクパウダー【第2類医薬品】
- コーフパウダー【第2類医薬品】
- 平坂の鼻炎薬D【第2類医薬品】
- ヘデクカプセル【第2類医薬品】

### 健康食品
- 平坂酵素
- 黒の力S
- 平坂のきくらげパウダー
- ねんねるみんGAVA+
- 平坂のベリーアイ